# Riccardo Primo (Händel)
Riccardo primo, re d'Inghilterra ("Richard the First, King of England", HWV 23) è un'opera seria in tre atti scritta da Georg Friedrich Händel per la Royal Academy of Music. Il libretto in italiano era di Paolo Antonio Rolli, basato sull'Isacio tiranno di Francesco Briani, adattato da Antonio Lotti nel 1710. Handel scrisse il lavoro per la stagione operistica 1726 - 1727 della Royal Academy, ed anche come omaggio a Giorgio II di Gran Bretagna appena incoronato ed alla nazione dove Handel aveva appena ricevuto la cittadinanza.
Riccardo Primo fu la terza opera di Handel composta per il trio di famosi cantanti italiani, il castrato Senesino ed i soprani Francesca Cuzzoni e Faustina Bordoni.

## Storia delle esecuzioni

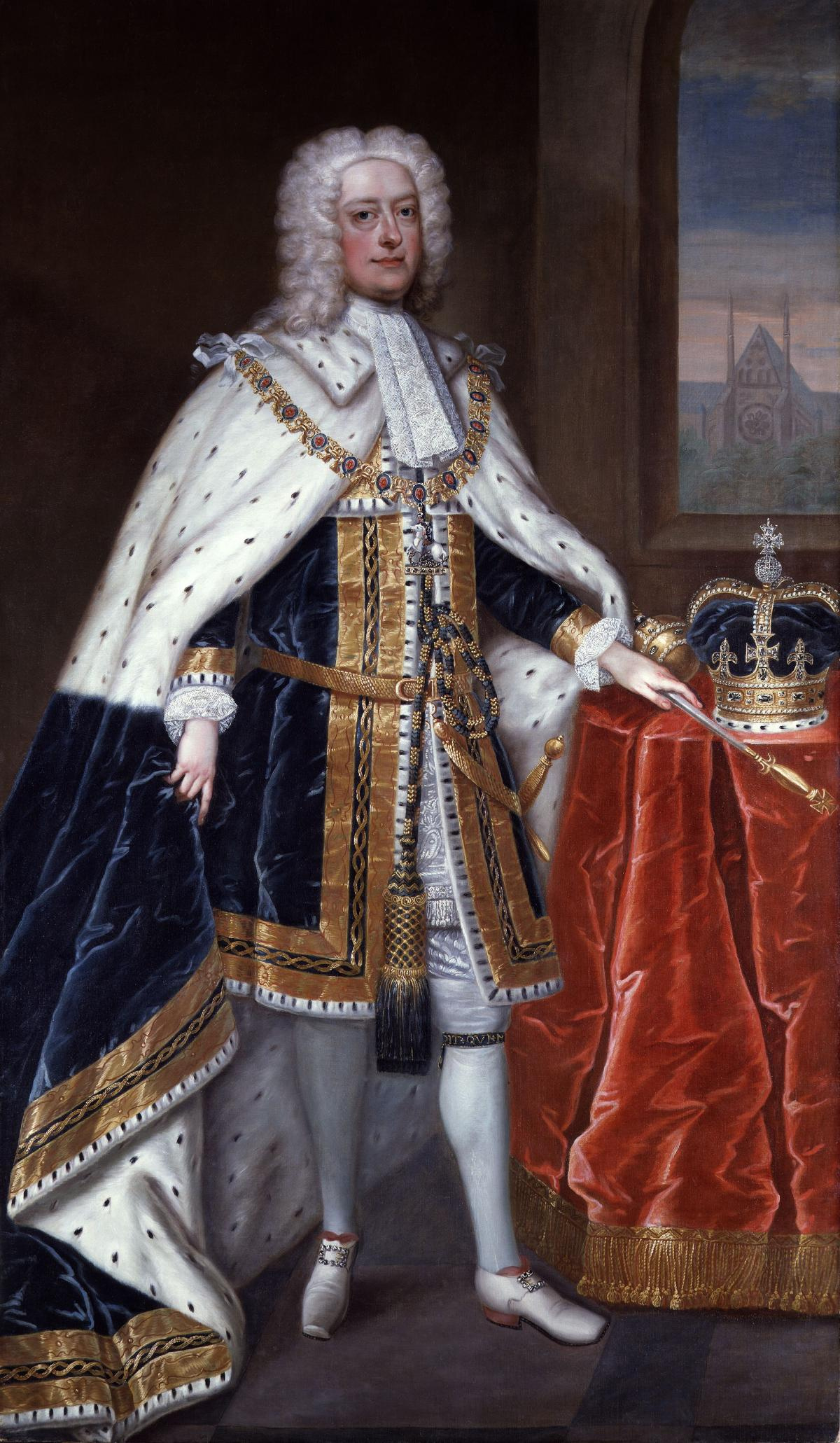
George II nei panni dell'incoronazione

La prima dell'opera fu al King's Theatre in Londra l'11 novembre 1727, e seguirono altre 11 esecuzioni. Fu eseguita anche ad Amburgo e Braunschweig nel febbraio 1729. L'esecuzione di Amburgo, diretta niente meno che da Georg Philipp Telemann, includeva due nuovi personaggi comici, Murmilla e Gelasius; i recitativi e le arie aggiunte per i nuovi personaggi furono tradotti in tedesco sebbene le arie originali siano rimaaste in italiano. Handel successivamente riutilizzò la musica dell'opera nello Scipione e nel Tolomeo. L'opera finì nel dimenticatoio dopo la chiusura della Royal Academy nel 1728.
Riccardo Primo fu riscoperto ed eseguito dalla Handel Opera Society al teatro Sadler's Wells a Londra l'8 luglio 1964. Successivamente furono date ulteriori esecuzioni all'Anfiteatro Kourion in Cipro nel 1991, per celebrare l'800º anniversario dei fatti storici sui quali si basa l'opera, ed anche nel 1966 al Festival di Gottinga. L'opera è stata rappresentata in prima esecuzione negli Stati Uniti, presentata come Richard the Lionheart, dal Opera Theatre of Saint Louis nel mese di giugno 2015.

## Ruoli
| Ruolo                              | Tipo voce          | Cast della prima, 11 novembre 1727      |
| ---------------------------------- | ------------------ | --------------------------------------- |
| Riccardo                           | contralto castrato | Francesco Bernardi, chiamato "Senesino" |
| Costanza, figlia del Re di Navarra | soprano            | Francesca Cuzzoni                       |
| Isacio, Governatore di Cipro       | basso              | Giuseppe Maria Boschi                   |
| Pulcheria, sua figlia              | soprano            | Faustina Bordoni                        |
| Oronte, Principe di Siria          | contralto castrato | Antonio Baldi                           |
| Berardo, Cugino di Costanza        | basso              | Giovanni Battista Palmerini             |

## Trama
Luogo: Cipro
Periodo: 1191
La storia concerne il matrimonio di Riccardo I d'Inghilterra con Costanza, una principessa spagnola. Il personaggio di Costanza si può identificare con Berengaria di Navarra, che sposò Riccardo I a Limisso nel 1191. 
[Prima dei fatti dell'opera, Riccardo e Costanza non si erano ancora mai incontrati prima.]

### Atto 1
Cipro
Nel suo viaggio per sposare Riccardo, Costanza e il suo seguito fanno naufragio al largo delle coste di Cipro. Lei trova rifugio alla corte del governatore locale, Isacio. Dopo aver visto Costanza, Isacio fa delle avances progressive verso di lei e ha l'idea di mandare sua figlia Pulcheria a Riccardo al posto di Costanza, trattenendo la vera Costanza per sé. Tutto questo malgrado il fatto che Pulcheria è già fidanzata con il suo alleato Oronte, principe della Siria. Tuttavia Pulcheria ha notato che Oronte è attratto da Costanza e vede la doppiezza di suo padre come un'opportunità per umiliare il suo fidanzato.

### Atto 2
Riccardo arriva, travestito da ambasciatore del suo regno e chiede notizie di Costanza. Oronte ha scoperto la trama di Isacio e lo ferma, il che porta Pulcheria a perdonare il suo fidanzato. Riccardo è furibondo dopo aver appreso dei disegni di Isacio, ma mantiene il suo travestimento e pensa di essere benevolo verso Isacio nonostante il terribile complotto. Parlando "per conto" di Riccardo, "l'ambasciatore" offre a Isacio la scelta fra pace o guerra. Isacio sceglie la guerra, proponendo Costanza come premio. Pulcheria fa entrare Riccardo, ancora in incognito, da Costanza, ed il secondo atto si chiude con un duetto d'amore fra Costanza e Riccardo.

### Atto 3
Nel conflitto, Isacio dice che ucciderà Costanza se Riccardo non cesserà l'attacco. Pulcheria ha offerto se stessa come ostaggio all'esercito di Riccardo. Prende una spada da un soldato e si prepara a pugnalarsi, ma Oronte glielo impedisce. L'esercito di Riccardo finalmente cattura Isacio e Riccardo dispensa la giustizia come segue. Isacio deve rinunciare al suo potere, ma gli è permesso di vivere. Pulcheria, con Oronte come suo marito, regnerà al posto di suo padre.

## Contesto ed analisi

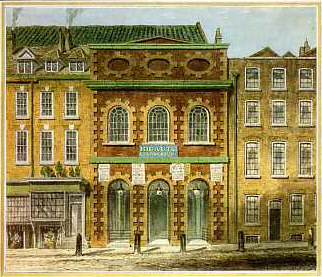
The King's Theatre, Londra, dove il Riccardo Primo fu eseguito la prima volta

Handel, di origine tedesca, dopo aver trascorso un po' della sua carriera giovanile componendo opere e altri pezzi in Italia, si stabilì a Londra, dove nel 1711 aveva portato l'opera italiana per la prima volta con la sua opera Rinaldo. Un grande successo, Rinaldo provocò una mania a Londra per l'opera seria italiana, una forma concentrata prevalentemente sulle arie solistiche per le star, i virtuosi del bel canto. Nel 1719, Handel fu nominato Maestro di cappella di un'organizzazione chiamata Accademia Reale di musica (nulla a che vedere con il Conservatorio di Londra del giorno d'oggi), una società sotto il patronato della casa reale per la produzione di opere italiane a Londra. Handel non doveva solo comporre opere per la compagnia, ma assumere i cantanti più rinomati, supervisionare l'orchestra e i musicisti e adattare le opere provenienti dall'Italia per le esecuzioni di Londra.
Handel aveva composto numerose opere italiane per l'Accademia, con vari gradi di successo; alcune erano enormemente popolari. Il castrato Senesino ed il soprano Francesca Cuzzoni erano apparsi in una serie di opere di Handel per l'Accademia (anche se Handel non era l'unico compositore che componeva opere per la compagnia) la maggior parte delle quali aveva avuto successo con il pubblico, e nel 1726 i direttori dell'Accademia portarono un'altra cantante di fama internazionale, Faustina Bordoni, da aggiungere alle attrazioni della compagnia. Le due primedonne erano apparse in alcuni stati dell'Europa continentale insieme in opere senza incidenti, ma a Londra si svilupparono gruppi rivali di tifosi che interrompevano le esecuzioni con manifestazioni turbolente di partigianeria per l'una o per l'altra signora. Questo giunse al culmine il 6 giugno 1727 durante un'esecuzione di Astianatte di Giovanni Bononcini al King's Theatre con entrambe le cantanti sul palco ed i reali tra il pubblico. Ci furono scazzottate e scoppiarono disordini tra gruppi rivali di tifosi tra il pubblico e le due soprano si scambiarono insulti e vennero alle mani sul palco. Il resto dell'opera fu tagliato e gli esecutori andare direttamente al breve coro finale. Lo scandalo fu allegramente riportato dai giornali, negli sketch satirici in altri teatri e in versi finto-eroico, portando un certo discredito a Londra per l'intera forma dell'opera italiana.
Handel doveva produrre un'altra opera per il trio di cantanti "star", Senesino, Cuzzoni e Faustina (come veniva chiamata), anche se questi cantanti ricevevano onorari astronomici, molto di più di quanto lui stesso riceveva per la composizione delle opere. La diminuzione del numero delle presenze del pubblico causato, almeno in parte, dal ridicolo portato all'opera italiana dal litigio pubblico fra i soprani rivali, produsse gravi difficoltà finanziarie per la Royal Academy of Music. Come uno dei sostenitori più fedeli di Handel, Mary Delaney, scrisse nel 1727:
«Dubito che le opere sopravviveranno più a lungo di questo inverno, dato che sono ora al loro ultimo respiro; l'abbonamento è scaduto e nessuno vorrà rinnovarlo. Gli amministratori stanno tutti litigando e hanno così tante divisioni tra di loro che mi chiedo come mai essi non abbiano rotto prima. Senesino va via il prossimo inverno, e credo anche Faustina, così potete ben vedere che l'armonia è quasi fuori moda!»
La Royal Academy of Music fallì alla fine della stagione 1728-1729, in parte a causa delle enormi tasse pagate ai cantanti divi, inoltre Cuzzoni e Faustina entrambe avevano lasciato Londra per impegni in Europa continentale. Handel avviò una nuova compagnia d'opera con una nuova prima donna, Anna Strada. Uno dei librettisti di Handel, Paolo Rolli, scrisse in una lettera (l'originale è in lingua italiana), che Handel aveva detto che la Strada "canta meglio delle due che ci hanno lasciato, perché una di loro (Faustina) non gli era mai piaciuta e vorrebbe dimenticare l'altra (Cuzzoni)."
L'opera non fu ripresa da Handel, anche se per il musicologo del XVIII secolo Charles Burney conteneva molta buona musica, tra cui un'aria per Faustina, Vado per obedirti, che:
è l'esecuzione più gradevole di un brano dell'epoca. Mi è stato detto che lo splendore della sua voce si fece via via strada con l'accompagnamento attivo e sostenuto di questa aria in un modo che riempì l'intero teatro. In quest'aria appare per la prima volta una chiusa che da allora è diventata di moda, così come il ritorno al soggetto nel "Da Capo".
Chatwin ha affrontato la scrittura di Handel di parti orchestrali per il chalumeau, un precursore del clarinetto, nell'ambito della controversia musicologica sul fatto che Handel abbia o no scritto musica per il clarinetto od i suoi precursori. Winton Dean e Richard Drakeford commentarono i punti deboli delle caratteristiche romantiche del libretto.
L'opera è orchestrata per flauto dolce, flauto, flauto basso o due chalumeaux, due oboi, fagotto, tre trombe, due corni, timpani, archi e basso continuo (violoncello, liuto, clavicembalo).

## Edizioni
| Anno | Cast: Riccardo, Costanza, Isacio Pulcheria, Oronte, Berardo                                     | Direttore, d'orchestra                 | Etichetta                      |
| ---- | ----------------------------------------------------------------------------------------------- | -------------------------------------- | ------------------------------ |
| 1995 | Sara Mingardo, Sandrine Piau, Robert Scaltriti, Claire Brua, Olivier Lallouette, Pascal Bertin  | Christophe Rousset Les Talens Lyriques | CD:L'Oiseau Lyre Cat:452 201-2 |
| 2007 | Lawrence Zazzo, Núria Rial, David Wilson-Johnson Geraldine McGreevy, Tim Mead, Curtis Streetman | Paul Goodman Kammerorchester Basel     | CD:Harmonia Mundi Cat:88697    |